# СИОЗС-индуцированный синдром апатии
СИОЗС-индуцированный синдром апатии (СИОЗС-индуцированное безразличие, СИОЗС-индуцированная индифферентность, англ. SSRI-induced apathy syndrome, SSRI-induced apathy, SSRI-induced indifference, SSRI-associated apathy syndrome) — осложнение, возникающее при длительном лечении антидепрессантами группы селективных ингибиторов обратного захвата серотонина (СИОЗС) и проявляющееся притуплением эмоций, снижением эмоциональной чувствительности, ощущением эмоциональной анестезии, снижением мотивации.
СИОЗС-индуцированный синдром апатии описан главным образом в зарубежных источниках. Данное осложнение встречается, по-видимому, нередко, однако истинная распространённость его неизвестна, поскольку не проводилось серьёзных эпидемиологических исследований. Апатический синдром, развившийся вследствие приёма СИОЗС, отмечался не только у пациентов, принимавших антидепрессанты в связи с наличием у них депрессии, но и у пациентов, лечившихся от панического расстройства, тревожного расстройства, обсессивно-компульсивного расстройства.
Отмечено, что на фоне приёма препаратов данный синдром часто характеризуется отсроченным началом. При увеличении дозировки СИОЗС вероятность возникновения синдрома и его выраженность возрастают, а после снижения дозы или отмены препарата симптомы редуцируются.
Апатия, вызванная СИОЗС, порой ошибочно может расцениваться как рецидив депрессии.

## Клинические проявления
Существуют два различных подхода к описанию СИОЗС-индуцированного синдрома апатии: поведенческий (снижение мотивации) и эмоциональный (притупление эмоций). Наиболее плодотворным является подход, объединяющий оба этих аспекта.
Различные авторы указывают на такие клинические проявления СИОЗС-индуцированного синдрома апатии, как потеря мотивации, снижение эмоциональной отзывчивости, общая редукция интенсивности всех эмоциональных переживаний — и негативных, и позитивных (чувство эмоциональной отстранённости, снижение чувствительности в межличностных контактах, аффективное уплощение). В исследовании Bolling и Kohlenberg приблизительно 20 % из 161 пациента, получавшего антидепрессанты группы СИОЗС, сообщали о развившейся во время приёма антидепрессанта апатии, 24 % — о снижении креативности (творческих способностей), 20 % — о неспособности плакать, 17 % — о снижении концентрации внимания, 16 % — о потере целеустремлённости, 14 % — о дефиците эмпатии, 13 % — о нарушениях памяти, 7 % — о неспособности испытывать гнев в ситуациях, когда это было необходимым.
В исследовании Opbroek, Delgado и др. отмечались, кроме того, такие проявления, как притупление способности чувствовать грусть, ощущать себя раздражённым или расстроенным, испытывать радость, удивление, беспокойство, уверенность в себе, наслаждаться приёмом пищи, чувствовать себя энергичным, испытывать интерес к сексу, сексуальное удовольствие. В исследовании Price, Cole, Goodwin — снижение широкого спектра положительных эмоций, в том числе счастья, радости, волнения, ожидания, страсти, любви, ласки и энтузиазма, уменьшение эмоций, связанных с хобби и другими интересами, музыкой, природой, чувством красоты, вдохновения, воображения; в то же время — сокращение частоты и интенсивности отрицательных эмоций (печаль, душевная боль или страдание, гнев, раздражительность и агрессивность, тревога, страх, чувство смущения, вины и стыда); равнодушие к другим людям и к последствиям своих действий, безразличие к тем или иным жизненным задачам и к мнению других людей, иногда даже отсутствие внимания к своим повседневным обязанностям. Между тем некоторые участники исследования описывали и положительные эффекты, сказавшиеся на их повседневной жизни: снижение негативных эмоций, плохо сказывающихся на личных отношениях, способность мыслить более ясно и объективно и принимать верные решения, возрастание уверенности в себе.
Проявления СИОЗС-индуцированного синдрома апатии часто недооцениваются, в особенности у детей и подростков. Синдром во многих случаях остаётся недиагностированным; он вызывает негативные последствия как у взрослых, так и у подростков, приводя к значительным социальным трудностям и трудностям в обучении.

## Патогенез
Возникновение данного синдрома обусловлено, по-видимому, тем фактом, что серотонин играет роль антагониста дофамина в некоторых структурах ЦНС (система «дорсальное ядро шва — вентральная область покрышки»). Повышение уровня серотонина в головном мозге, обусловленное приёмом антидепрессантов группы СИОЗС и предположительно ответственное за их терапевтический эффект при депрессии, тем не менее приводит к снижению активности дофаминергических нейронов мезокортикальной и мезолимбической систем. Так как эти системы играют существенную роль в формировании удовольствия, мотивации и побуждений, снижение их активности может приводить к развитию данного синдрома. Развитие его связывают, кроме того, с угнетением серотонином норадренергических структур и возникновением избытка кортикального серотонина.

## Лечение
Существуют три различных клинических стратегии, которые могут применяться у пациентов с данным синдромом:
- снижение дозы СИОЗС, если это возможно (если снижение дозировки не приведёт к обострению психопатологической симптоматики, ранее наблюдавшейся у пациента),
- или добавление к СИОЗС другого препарата, например бупропиона;
- или переключение на антидепрессант другого класса, например СИОЗСиН (класс селективных ингибиторов обратного захвата серотонина и норадреналина).